# John Douglas, 9:e markis av Queensberry
John Sholto Douglas, 9:e markis av Queensberry, född 20 juli 1844 i Florens, Italien, död 31 januari 1900 i London, var en skotsk ädling, son till Archibald William Douglas, 8:e markis av Queensberry och Caroline Margaret Clayton.

## Biografi
Queensberry gjorde sig känd dels som upphovsman till de så kallade "Queensberryreglerna" för boxning (1887), dels genom det offentliga angrepp på författaren Oscar Wildes moral 1895, vilket indirekt ledde till dennes domfällande. Historien återberättas bland annat i Jan Guillous roman Dandy.
En del källor anger honom som den 8:e markisen. Skillnaden sägs bero på om man räknar den 3:e markisen, som var uppenbart sinnessjuk, och som därför aldrig blev hertig av Queensberry, en titel som var förenad med markisatet, men senare skildes därifrån, då den kunde ärvas på kvinnolinjen.
Han gifte sig 1866 med Sibyl Montgomery (1847–1935) (skilda 1887), och hade följande barn:
- Francis Archibald Douglas, viscount Drumlariq (1867–1894)
- Percy Douglas, 10:e markis av Queensberry (1868–1920)
- Lord Alfred Douglas (1870–1945)
- Sholto George Douglas (1872–1942), gift 2 gånger
- lady Edith Gertrude Douglas (1874–1963) gift med George William Fox-Pitt

Han gifte sig 1893 med Ethel Weeden (skilda 1894).